# У повітрі (Доктор Хаус)
«У повітрі» (англ. «Airborne») — вісімнадцята серія третього сезону американського телесеріалу «Доктор Хаус». Прем'єра епізоду проходила на каналі FOX 10 квітня 2007 року. Доктор Хаус має врятувати панічних пасажирів літака та нерозумного чоловіка, а Вілсон і команда — літню жінку, якій закортіло розважитись.

## Сюжет
58-річна Френ стає дезорієнтованою і непритомніє. Робін, повія за викликом, викликає швидку. В лікарні Френ оглядає Вілсон. Він знаходить на її шиї пластир проти нудоти, який вона забула зняти, і розуміє, що він і викликав непритомність. Але виходячи з кабінету, у Френ починаються судоми. Френ розповіла, що недавно їздила в Каракас, нюхала кокаїн і займалася сексом. Тим часом Хаус і Кадді повертаються на літаку з Сингапуру після промови. Раптом у одного з пасажирів починається блювання. Хаус вважає, що він п'яний, але Кадді думає, що у нього менінгокок (вона помітила висип на спині, який не бачив Хаус). Невдовзі у іншої нервової пасажирки з'являються симптоми хворого корейця (першого пасажира, який захворів на невідому хворобу). Через деякий час стюардеса каже Хаусу і Кадді, що чоловік їв морського окуня та кибап з морепродуктів, дівчина також їла кибап. На думку Хауса їжа була отруєна.
У лікарні Френ роблять тест на токсини, аналіз на венеричні і бактеріальні захворювання, КТ, а також перевіряють будинок. Проте тести, аналізи і перевірка будинку нічого не дають. Раптом Вілсон розуміє, що у Френ рак грудей. Під час мамограми Френ каже Кемерон, що її праве око не бачить, а під час перевірки очей жінка входить в кому, що вказує на те, що у неї немає раку. У літаку чоловіку стає гірше і невдовзі симптоми можливого менінгококу з'являються у Кадді.
Команда і Вілсон вважають, що у Френ вмирають нерви, тому роблять люмбальну пункцію. Хаус також робить пункцію, але вже своєму пацієнту Пенгу (корейцю). Результат виявляється негативний, а тому Хаус починає розуміти, що симптоми дівчини і Кадді є насправді психосоматичними. Він підтверджує свою версію на інших пасажирах, і незабаром Кадді і дівчина «виліковуються». Тепер Хаус має врятувати тільки одного, справді хворого, Пенга. Через деякий час Хаус отримує нову версію. У організм Пенга міг потрапити кокаїн, який чоловік міг перевозити у презервативі.
Пункція Френ нічого не показала, а тому Форман і Вілсон наважуються залізти глибше — у мозок. Проте Чейз згадує, що у будинку Френ миска для її кота була повною. Можливо, це новий симптом. Він повертається до будинку і знаходить мертвого кота. Також Чейз помічає, що труба, яка виходить з дому, йде в інший дім, в якому нещодавно була дезинфекція метилброміду. Операцію відміняють. В літаку Хаус вирішує оперувати Пенга, але помічає, що якщо натиснути на суглоби, то його біль зникає. У гаманці Пенга Хаус знаходить дозвіл на плавання з аквалангом, а також папірець, на якому вказано, що Пенг плавав з аквалангом вчора. Чоловіку стало погано через низький тиск. Стюардеса каже капітану, щоб той знижувався, і дає Пенгу оксенову маску.
Розв'язавши справу, Чейз каже Кемерон, що хоче більших стосунків, ніж просто секс у будинках пацієнтів і лабораторній. Проте Кемерон боїться таких стосунків і пориває з Чейзом.